# Gmina Douglas (hrabstwo Clay)

Położenie Gminy Douglas w hrabstwie Clay

Gmina Douglas (ang. Douglas Township) – gmina w USA, w stanie Iowa, w hrabstwie Clay. Według danych z 2000 roku gmina miała 212 mieszkańców, a jej powierzchnia wynosi 92,4 km².